# Даллеус, Иоанн
Иоа́нн Далле́ус (Далле́й) (лат. Joannes Dallaeus), или Жан Дайе́ (фр. Jean Daillé; 6 января 1594; Шательро — 15 апреля 1670; Париж) – богослов и священник французской Реформации, христианский писатель; является одним из самых крупных апологетов реформатских Церквей своего времени.

## Биография
Родился в Шательро, учился в Пуатье и в Сомюре. С 1612 по 1621 год Иоанн Даллеус был наставником двух внуков Филиппа Дюплесси-Морне и совершил с ними несколько поездок в разные части Европы. В 1619 году со своими учениками он отправился в Италию, где встречался с Паоло Сарпи в Венеции. Был поставлен на служение в 1623 году. Был некоторое время личным капелланом у Филиппа Дюплесси-Морне в Ла-Форе-сюр-Севр, и впоследствии работал над книгой «История жизни мессира Филипп де Морней, лорда Плесси Марли» (фр. «Histoire de la vie de Messire Philippes de Mornay, seigneur du Plessis Marly»). В 1625 году Даллеус был назначен служителем церкви в Сомюр, и в 1626 году был избран Парижской консисторией служителем церкви в Шарантон-ле-Пон, где прослужил до своей смерти. Жан Дайе принадлежал к либеральой части французских кальвинистов (гугенотов). В 1659 году он был председателем на последнем национальном соборе гугенотов в Луадоне, во Франции. В книге «Апология соборов в Алансоне и Шарантон-ле-Поне» (фр. «Apologie des Synodes d'Alençon et de Charenton») Жан Дайе защищал гипотетический универсализм Моиза Амиро (амиральдизм). Жан Дайе одним из первых по отношению к христианской практике стал использовать термин «disciplina arcani» («тайное учение»). Даллеус известен как автор сочинений по апологетике протестантства, которое было подвергнуто критике, в частности, через иезуита и священника Римско-католической церкви Шарантон-ле-Пона Франсуа Верона. Жан Дайе написал несколько томов проповедей на послания апостола Павла; всего он автор 724 проповеди; он опубликовал кальвинистские трактаты на латыни и на французском языке.

## Сочинения
- Traité de l'employ des saints Pères pour le jugement des différends qui sont aujourd'hui en la religion (1632)
- Apologie des Églises réformées, où est monstrée la nécessité de leur séparation d'avec l'Église romaine (1633)
- De la Créance des Pères sur le fait des images (1641)
- De Pseudepigraphis Apostolicis: Libri III (1653)
- Apologie des Synodes d'Alençon et de Charenton (1655)
- De usu patrum ad ea definienda religionis capita (1655)
- La Foy fondée sur les Saintes Escritures, contre les nouveaux méthodistes (1661)
- Histoire de la vie de Messire Philippes de Mornay, seigneur du Plessis Marly, &c: contenant outre la relation de plusieurs evenemens notables en l'estat, en l'eglise, és covrs, & és armees, divers advis politiqs, ecclesiastiqs & militaires sur beaucoup de mouvemens importans de l'Europe; sovbs Henri III. Henri IV. & Lovys XIII. / David de Liques, Charlotte Arbaleste de Mornay, Jean Daillé, Jules de Meslay/ B. & A. Elsevier, 1647